# スギノエンジニアリング
スギノエンジニアリングは、自転車のクランクセットを作るメーカーである。かつてマエダ工業とともにサンツアーブランドの一角を担っていた。また世界選手権自転車競技大会トラックレースにおける中野浩一の10連勝記録を支えた部品メーカーとしても知られる。製品として、ダイナホロー、フロントエース、マキシィ、マイティ、マイティ・コンペなどがある。コンポ「SUGINO75」（創立75年記念セット）で知られた。

## 現在の製品
現在もトラックレーサー用の製品を製造しており、世界選手権自転車競技大会において製品を採用する選手も見かけることがある。またコスペア・シリーズでコンパクトドライブ化の流れを作った他、XDシリーズはクロスバイクに多数採用されている。特にXDシリーズのトリプル・ギア・モデルはPCD110/74ミリという希少なサイズで、ツーリング車を組む際の貴重な選択肢を提供している。
近年ではピスト、メッセンジャーブームの波に乗った「Single Speeder」、シマノのホローテックIIに相当するシャフト一体型の新型クランク「Direct Drive」、シティサイクル向けの消音クランク「Silencer」をリリースするなどラインナップは増加の兆しにある。